# Католицизм во Вьетнаме
Католицизм во Вьетнаме. Католическая церковь Вьетнама — часть всемирной Католической церкви. Вьетнам имеет существенное по меркам региона католическое население. По данным сайта catholic-hierarchy в 2005 году число католиков в стране составляло 5 миллионов 658 тысяч человек (6,9 % населения). Различные оценки католического населения Вьетнама сделанные в 90-х годах XX века дают цифры от 5,9 до 8 миллионов человек (7,9 — 10,3 % населения).

## История
Первыми католическими миссионерами во Вьетнаме были португальцы в начале XVI столетия. Первые миссионерские усилия не приносили существенных результатов, ситуация изменилась после прибытия во Вьетнам иезуитов в начале XVII века, первая миссия во Вьетнаме была открыта иезуитами в 1615 году. В 1620—1630 годах большой вклад в распространение христианства во Вьетнаме внёс французский иезуит Александр де Род, создавший вьетнамский алфавит. Вплоть до своего изгнания в 1630 году де Род сумел обратить в христианство около 6 тысяч человек, включая несколько вельмож. В 1665 году открыта первая семинария, а в 1668 году рукоположены первые католические священники из числа местного населения. В 1670 и 1672 годах были проведены первые местные церковные соборы, основным вопросом которых были разногласия между французскими и португальскими миссионерами.
В XVIII веке важное значение для вьетнамской истории имела деятельность епископа Пьера Пиньо де Беэна, члена миссионерской конгрегации Парижское общество заграничных миссий. В 1773 году он создал вьетнамско-латинский словарь и опубликовал католический катехизис на вьетнамском языке. После того как тэйшоны уничтожили всех членов династии Нгуен, кроме 15-летнего Нгуен Фук Аня, епископ Пиньо де Беэн оказал последнему поддержку. Благодаря настойчивости Пиньо де Беэна Франция оказала военную помощь Нгуэн Фук Аню, который, опираясь на неё, смог одержать победу и стать императором под именем Зя Лонг. Однако несмотря на усиление позиций католицизма в стране обратить в христианство императорский двор Пиньо не удалось.
В 1802 году Католическая церковь Вьетнама состояла из трёх епархий:
- Епархия северо-восточного Вьетнама: 140 000 католиков, 41 священник-вьетнамец и 4 священника-иностранца
- Епархия северо-западного Вьетнама: 120 000 католиков, 65 священников-вьетнамцев и 46 священников-иностранцев
- Епархия центрального и южного Вьетнама: 60 000 католиков, 15 священников-вьетнамцев и 5 священников-иностранцев

Периоды благожелательного отношения к христианству со стороны вьетнамских правителей периодически сменялись гонениями. Всего согласно ряду источников в периоды гонений было убито около 130 тысяч вьетнамских христиан. Особенно серьёзные гонения католики Вьетнама претерпели в XIX веке в период правления императора Минь Манга (1820—1840), а также его преемников Тхьеу Чи (1841—1847) и Ты Дык (1847—1883). Убитые в ходе этих гонений священники Андрей Зунг Лак, Иосиф Маршан, Жан Шарль Корне, Пьер Дюмулен-Бори, Валентин Фаустино Беррио-Очоа и Аристи, Жан-Луи Боннар, Франсуа Изидор Гажелен, Хосе Мельхор Гарсия-Сампедро Суарес, Хосе Мария Диас Санхурхо, Михаил Хо Динь Хи, Августин Шёффлер и ряд других были позднее причислены Католической церковью к лику святых как мученики. Гонения на католиков прекратились только после превращения Вьетнама во французскую колонию.
В 1933 году был рукоположен первый католический епископ из числа этнических вьетнамцев — Нгуэн Ба Тонг. Разделение в 1954 году Вьетнама на контролируемый коммунистами Север и поддерживаемый западными державами Юг привело к бегству около 670 тысяч католиков с коммунистического Севера. В Сайгоне того времени католики составляли 14 % населения.
В 1960 году была реорганизована структура епархий, которая стала состоять из 17 епархий и трёх архиепархий. В первые годы независимости Южного Вьетнама президентом страны был Нго Динь Зьем, принадлежавший к католическому меньшинству. Им были созданы условия для лёгкого продвижения католиков по гражданской и военной службе, они обладали преимуществом при распределении земель, деловых контрактов и налоговых послаблений. Часто преференции для католиков сопровождались дискриминационной политикой в отношении буддистов. Однажды Нго, забывшись, сказал одному из высокопоставленных офицеров, исповедовавших буддизм: «Давайте своим офицерам-католикам самые деликатные должности. Им можно доверять». Многие служащие республиканской армии обратились в католическую веру в надежде на скорое развитие карьеры. Буддийские военные, отказывавшиеся от перехода в другую конфессию, напротив, могли не получить повышения.
Некоторые католические священники контролировали собственные вооружённые формирования. С помощью них католики могли осуществлять насильственное обращение в свою веру, грабить и разрушать пагоды некоторых регионов, в которых правительство предпочитало не замечать этого. Буддийские деревни массово обращались в католичество для получения материальной помощи или во избежание принудительного переселения. Помощь, присылаемая Соединёнными Штатами, распределялась неравномерно в пользу деревень с преобладанием католиков. Римско-католическая церковь вскоре стала крупнейшим землевладельцем в стране. Церковь обладала исключительными правами при приобретении новых участков, и её собственность была исключена из плана земельной реформы. Бело-золотой ватиканский флаг нередко вывешивался во время проведения крупных мероприятий, а в 1959 году Нго Динь Зьем посвятил свою страну Деве Марии. Итогом всего стал буддистский кризис и убийство Нго Динь Зьема.
После объединения страны по окончании Вьетнамской войны католики подвергались преследованиям со стороны коммунистического режима, были сожжены многие храмы, репрессировано большое число священников. В 1976 году Святой Престол назначил первого вьетнамского кардинала в истории — Иосифа Марию Чинь Ньы Кхюе, впоследствии этого звания были удостоены ещё 5 человек: Иосиф Мария Чинь Ван Кан, Павел Иосиф Фам Динь Тунг, Франсуа Ксавье Нгуен Ван Тхуан, Иоанн Батист Фам Минь Ман и Пётр Нгуен Ван Нён. Кардинал Нгуен Ван Тхуан был арестован коммунистическими властями и находился в заключении с 1975 по 1988 год, 9 лет из которых он провёл в одиночной камере. В 2007 году Ватикан начал процесс подготовки его беатификации.
Начиная с 90-х годов XX века под влиянием процессов, связанных с распадом СССР и закатом мирового коммунистического движения, вьетнамское правительство начало проводить политику осторожного и постепенного ослабления давления на католиков.

## Современное состояние
Число католиков в стране превышает 5 миллионов человек, по данным конференции католических епископов Вьетнама их число составляет 8 миллионов человек. Во Вьетнаме функционируют 23 епархии и три архиепархии-митрополии: архиепархия Ханоя, архиепархия Хошимина и архиепархия Хюэ. По данным на 2005 год во Вьетнаме насчитывалось 2 228 приходов, служили 2 668 священников. Католические епископы Вьетнама объединены в национальную Конференцию католических епископов.
Главная святыня страны Базилика Девы Марии в Ла Ванге, которая имеет статус национального паломнического центра. Базилике в Ла Ванге также присвоен почётный титул малой базилики наряду с ещё тремя храмами Вьетнама.
Дипломатические отношения между Святым Престолом и Вьетнамом никогда не устанавливались. Ватикан представляет во Вьетнаме не нунций, а апостольский делегат, то есть специальный представитель, не имеющий дипломатического статуса. По данным на 2014 год апостольским делегатом во Вьетнаме был архиепископ Лепольдо Джирелли. Взаимные отношения осложняет вопрос церковной собственности, которая полностью, включая бывшее здание резиденции папского представителя, была конфискована коммунистическими властями. В 2009 году состоялась встреча папы Бенедикта XVI с президентом Вьетнама Нгуеном Минь Чьетом, на которой было заявлено о «существенном прогрессе в двусторонних отношениях». В октябре 2014 года после встречи премьер-министра Нгуен Тан Зунга с папой Франциском обе стороны заявили о намерении в ближайшем времени установить дипломатические отношения.
Большое число вьетнамских католиков проживает за пределами страны, в диаспоре. Так только в Соединённых Штатах из общего числа в 1 миллион вьетнамцев около трети, то есть примерно 300 тысяч, исповедуют католицизм. Национальные вьетнамские католические общины существуют во многих странах мира, в России вьетнамская католическая община существует при храме Святого Людовика Французского.